# Rie Dirx
Johannes Hendrikus (Rie) Dirx (Geverik, 25 juni 1925 - Beek, 25 januari 1992) was een Limburgs politicus voor de KVP en VVD, en namens de KVP lid van de Tweede Kamer.
Rie Dirx was zoon van de magazijnbeheerder Hubertus Johannes (Jan) Dirx en Maria Catharina Coumans. Hij volgde de opleiding voor timmerman aan de Lagere Technische School (LTS). Hij was leesjongen (jonge mijnwerker die aan de steenleesband de grote stenen scheiden van de steenkool) bij de Staatsmijn Maurits vanaf 1937 en instructeur bij de Ondergrondse Vakschool. Al op jonge leeftijd raakte hij betrokken bij de Katholieke vakverenigingen in de Oostelijke Mijnstreek. Zo was hij voorzitter van de Beekse afdeling van De Jonge Werkman (vanaf 1938), voorzitter van de Beekse afdeling van de Nederlandse Katholieke Mijnwerkersbond (NKMB, vanaf 1948) en ondervoorzitter van De Jonge Werkman en Katholieke Arbeidersbeweging vanaf 1949. Van 1957 tot 1963 was hij lid van het hoofdbestuur van de NKMB en vanaf 1960 lid van de Ondernemingsraad Staatsmijnen. Van 1965 tot 1967 was hij voorzitter van de Beekse afdeling van het Nederlands Katholiek Vakverbond. Tot 1968 (toen hij toetrad tot de Tweede Kamer) was hij werkzaam bij de personeelsdienst van het hoofdbureau Staatsmijnen te Heerlen.
Van 1953 tot 1988 was Dirx lid van de gemeenteraad van Beek. Eerst namens de KVP, later verruilde hij deze partij voor de VVD. Vanaf 1962 was hij tevens wethouder van volkshuisvesting en vanaf 1982 locoburgemeester. Van 1953 tot 1957 was hij lid van het landelijk partijbestuur van de KVP, en van 1962 tot 1968 was hij lid van de Provinciale Staten van Limburg. Van 1968 tot 1971 was hij lid van de Tweede Kamer der Staten-Generaal. Hij was een betrekkelijk anonieme woordvoerder op het gebied van Sociale Zaken (arbeidstijden, arbeidsomstandigheden en sociale werkvoorziening). Hij sprak slechts enkele malen in de plenaire vergaderingen en openbare commissievergaderingen. Hij behoorde in 1968 tot de vier leden van zijn fractie die tegen een amendement-Wierenga stemden waardoor de man niet langer als hoofd van een echtverbintenis zou worden aangemerkt. Ook behoorde hij in 1970 tot de zes leden van zijn fractie die tegen het voorstel-Franssen/Van den Bergh stemden over het in de openbaarheid behandelen van de Raming van de Tweede Kamer. In 1975 verruilde Dirx de KVP voor de VVD, toen hij alleen nog gemeentelijk politiek actief was.
Dirx trouwde met Maria Catharina Hubertina Collard, die in 1969 overleed. Later trouwde hij met Wies Teulings. Hij kreeg vier dochters. Hij ontving de zilveren erepenning van de gemeente Beek, en de Ehrennadel in silber van de gemeente Gundelfingen an der Donau (Duitsland). Hij is benoemd tot Ridder in de Orde van Oranje-Nassau.